# Mexistenasellus colei
Mexistenasellus colei är en kräftdjursart som beskrevs av Bowman 1982. Mexistenasellus colei ingår i släktet Mexistenasellus och familjen Stenasellidae. Inga underarter finns listade i Catalogue of Life.